# Jaka Čop
Jaka Čop, slovenski planinec in fotograf, * 26. oktober 1911, Jesenice, † 5. januar 2002, Jesenice.
Rojen kot Jakob Čop očetu ključavničarju Jakobu st. in materi Ivani.
Jaka Čop je končal srednjo gostinsko šolo, kasneje pa se je zaposlil v jeseniški železarni, kjer je delal do upokojitve. Iz ljubezni do gora, ki mu jo je vcepil njegov stric Joža Čop se je začel kasneje ukvarjati s planinsko fotografijo in postal član Skalašev, ki so na vrhunsko raven dvignili ne le slovenski alpinizem, ampak tudi umetniško fotografijo, gorniško literaturo in film. S časom je postal starosta slovenskih planinskih fotografov, ki je v času svojega življenja ustvaril ogromno fotografij slovenskih gora. Fotografije je izdal v več knjigah: 
- Svet pod vrhovi (1962)
- Raj pod Triglavom (1969)
- Viharniki (1970)
- Kraljestvo Zlatoroga – Julijske Alpe (1989)
- Slovenski kozolec (1993)
- Trenta in Soča (1996)